# Ex Drummer
Ex Drummer è un film del 2007 diretto da Koen Mortier, basato sull'omonimo romanzo di Herman Brusselmans del 1994 pubblicato in Italia nel 2009 da Elliot Edizioni.

## Trama
Tre musicisti rock disabili di Ostenda sono alla ricerca di un batterista per la loro band. Credono che Dries, un famoso scrittore, sia l'uomo giusto, ma per poter far parte del gruppo bisogna avere un handicap: il suo è che non sa suonare la batteria. Per Dries, che alla band darà il nome The Feminists, questa è un'occasione per raccogliere del materiale sul quale poi scrivere un libro. La band si dovrà esibire in occasione di una competizione musicale affrontando, tra gli altri, gli Harry Mulisch il cui leader è soprannominato Big Dick (Dikke Lul nella versione originale). Con l'arrivo di questo nuovo membro controversie di vario genere iniziano a mettere in pericolo il futuro fragile della band. Dries saprà manipolarli in modo tale da disintegrare l'unità del gruppo, fino a raggiungere un finale di nero pessimismo.

## Colonna sonora
1. Lightning Bolt - 2 Morro Morro Land
2. Madensuyu - Papa Bear
3. An Pierlé & White Velvet - Need You Now
4. The Tritones - Chagrin De La Mer
5. Mogwai - Hunted By A Freak
6. The Experimental Tropic Blues Band - Mexico Dream Blues
7. Flip Kowlier - De Grotste Lul Van't Stad
8. Millionaire - Mongoloid
9. Isis - In Fiction
10. Arno Hintjens - Een Boeket Met Pissebloemmen
11. Augusta National Golf Club - People In Pairs
12. Mel Dune - Time Hangs Heavy On Your Hands
13. Ghinzu - Blow
14. Funeral Dress - Hello From The Underground
15. Millionaire - Deep Fish
16. Blutch - Moving Ground

## Riconoscimenti
- 2007 - Gijón International Film Festival
  - Nomination per il miglior film a Koen Mortier
- 2007 - Raindance Film Festival
  - Migliore opera prima a Koen Mortier
- 2007 - Rotterdam International Film Festival
  - Vincitore del Tiger Award
- 2007 - Festival internazionale del cinema di Varsavia
  - Premio speciale della giuria a Koen Mortier
- 2008 - Fantasia Film Festival
  - Miglior esordio a Koen Mortier